# Reichsstraße 137

Die Reichsstraße 137 (R 137) war bis 1945 eine Staatsstraße des Deutschen Reichs. Sie führte im nördlichen Ostpreußen in Nord-Süd-Richtung von Kreuzingen (bis 1938 Groß Skaisgirren, russisch Bolschakowo) über Insterburg (Tschernjachowsk) bis nach Goldap (polnisch Gołdap), und nach 1939 weiter bis Suwałki (1941–44: Sudauen). Von beiden Seiten war die R 137 eine Zubringerstraße zur nördlichen R 1, die sie bei Insterburg kreuzte.
Die Straßengesamtlänge betrug 152 Kilometer.
Heute verläuft die Trasse der ehemaligen R 137 in den beiden Staatsgebieten von Russland und Polen. In Russland nehmen die A 197 und die Fernstraße R 517 sowie eine Straße ohne Bezeichnung die Aufgaben der R 137 wahr, die an der russisch-polnischen Grenze zunächst mangels Grenzübergangsstelle beendet ist. Auf polnischer Seite besteht zuerst eine Straße ohne Kennzeichnung, die von der Landesstraße Droga krajowa 65 (DK 65) sowie der Woiwodschaftsstraße Droga wojewódzka 652 (DW 652) weitergeführt wird. In Russland durchzieht die ehemalige R 137 fast die gesamte Oblast Kaliningrad, in Polen verbindet sie die nördliche Woiwodschaft Ermland-Masuren mit dem Norden der Woiwodschaft Podlachien.

## Straßenverlauf der R 137
A 197:
Provinz Ostpreußen (heute: Oblast Kaliningrad):
Landkreis Elchniederung (bis 1938: Landkreis Niederung, heute Rajon Slawsk (Heinrichswalde)):
- Groß Skaisgirren (1938–1946: Kreuzingen, heute russisch: Bolschakowo) (Anschluss: R 138)
- Groß Asznaggern (1936–1946: Grenzberg, heute: Pridoroschnoje)

Landkreis Insterburg (heute: Rajon Tschernjachowsk):
- Aulowönen (1938–46: Aulenbach (Ostpreußen), heute: Kalinowka)
- Schacken (1938–45: Schackenau, heute: Lipowka)
- Pagelienen (heute: Perelesnoje)
- Georgenburg (heute: Majowka)

~ Inster (Instrutsch) ~
- Insterburg (Tschernjachowsk) (Anschluss: Reichsstraßen R 1 und R 139)

~ Angerapp (Angrapa) ~
X Bahnstrecke Bajohren (heute: Kretinga-Bajorai) – Memel (litauisch Klaipėda) – Insterburg (heute: Tschernjachowsk) X
- Szameitkehmen (1936–1938: Schameitkehmenen, 1938–1946: Walkenau, heute: Schosseinoje)

R 517:
X Bahnstrecke der Preußischen Ostbahn: Berlin – Königsberg (Preußen) (Kaliningrad) – Eydtkuhnen (1938–1946: Eydtkau, heute: Tschernyschewskoje) (– Litauen) X
Landkreis Gumbinnen (heute: Rajon Osjorsk)
- Groß Wischtecken (1938–1946: Ullrichsdorf, heute: Schuwalowo)

Landkreis Darkehmen (1938–1945: Landkreis Angerapp):
- Sodehnen (heute: Krasnojarskoje)
- Auxinnen (1938–1946: Ammerau, russisch: Rasskasowo [heute nicht mehr existent])
- Schwirgsden (1938–1946 Königsgarten, heute: Schmatowka)
- Scherrewischken (1938–1946: Bruderhof, heute: Maloje Putjatino)
- Kallnen (1938–1946 Drachenberg, heute: Nowo-Gurjewskoje)

R 508:
- Mallenuppen (1938–1946: Gembern, heute: Sadoroschje)
- Darkehmen (1939–1946: Angerapp, heute: Osjorsk)

(Straße ohne Bezeichnung):
- Röseningken (1938–1946: Rößningen, heute: Resnikowo)
- Wikischken (1938–1946: Wiecken, heute Bagrationowo)
- Kleszowen (1936–1938: Kleschowen, 1938–1946: Kleschauen, heute Kutusowo)

o seit 1945: Russisch-polnische Grenze (ohne Übergangsstelle) o
(Straße ohne Bezeichnung):
(heutige Woiwodschaft Ermland-Masuren):
(heutiger Powiat Gołdapski):
- Masutschen (1938–1945: Oberhofen, polnisch Mażucie)

Landkreis Goldap:
- Ballupönen (1938–1945: Ballenau, heute Bałupiany)
- Goldap (Gołdap) (Anschluss: Reichsstraßen R 132 und R 136)

 (heutige Droga krajowa 65):
~ Goldap (Gołdapa) ~
Landkreis Oletzko/Treuburg (heute Powiat Olecki):
- Kowahlen (1938–1945: Reimannswalde, polnisch Kowale Olecki)

 (heutige Droga wojewódzka 652):
- Lakellen (1938–1945 Schönhofen (Ostpr.), polnisch Lakiele)
- Drosdowen (1934–1945: Drosten, polnisch Drozdowo)

(heutige Woiwodschaft Podlachien):
(heutiger Powiat Suwalski):
- Mierunsken (1938–1945: Merunen, polnisch Mieruniszki)

o bis 1939: Deutsch-polnische Grenze o
Landkreis Sudauen:
- Filipów
- Suwalki (1941–1944: Sudauen, polnisch Suwałki) (Anschluss: R 127)